# Santa Clara (Coimbra)
Santa Clara ist eine ehemalige Gemeinde in Portugal. Sie ist ein Ortsteil der Stadt Coimbra. Sie liegt am Fluss Mondego und ist über die stadtbildprägende Brücke Ponte Santa Clara mit dem Stadtzentrum Coimbras verbunden, zu dem sie meist auch gezählt wird. Einige der meistbesuchten Sehenswürdigkeiten der Stadt liegen hier, darunter die Quinta das Lágrimas, der historische Freizeitpark Portugal dos Pequenitos mit seinen Miniaturbauten, oder auch das neue und das alte, verfallene Kloster Santa Clara.

## Verwaltung
Die ehemalige Gemeinde (Freguesia) gehört zum Kreis (Concelho) von Coimbra. Die Gemeinde hatte eine Gesamtfläche von 10,2 km² und 9908 Einwohner (Stand 30. Juni 2011).
Im Zuge der administrativen Neuordnung in Portugal zum 29. September 2013 wurde Santa Clara mit der Gemeinde Castelo Viegas zur neuen Gemeinde União das Freguesias de Santa Clara e Castelo Viegas zusammengeschlossen. Hauptsitz der neuen Gemeinde wurde Santa Clara.